# Nokia tune

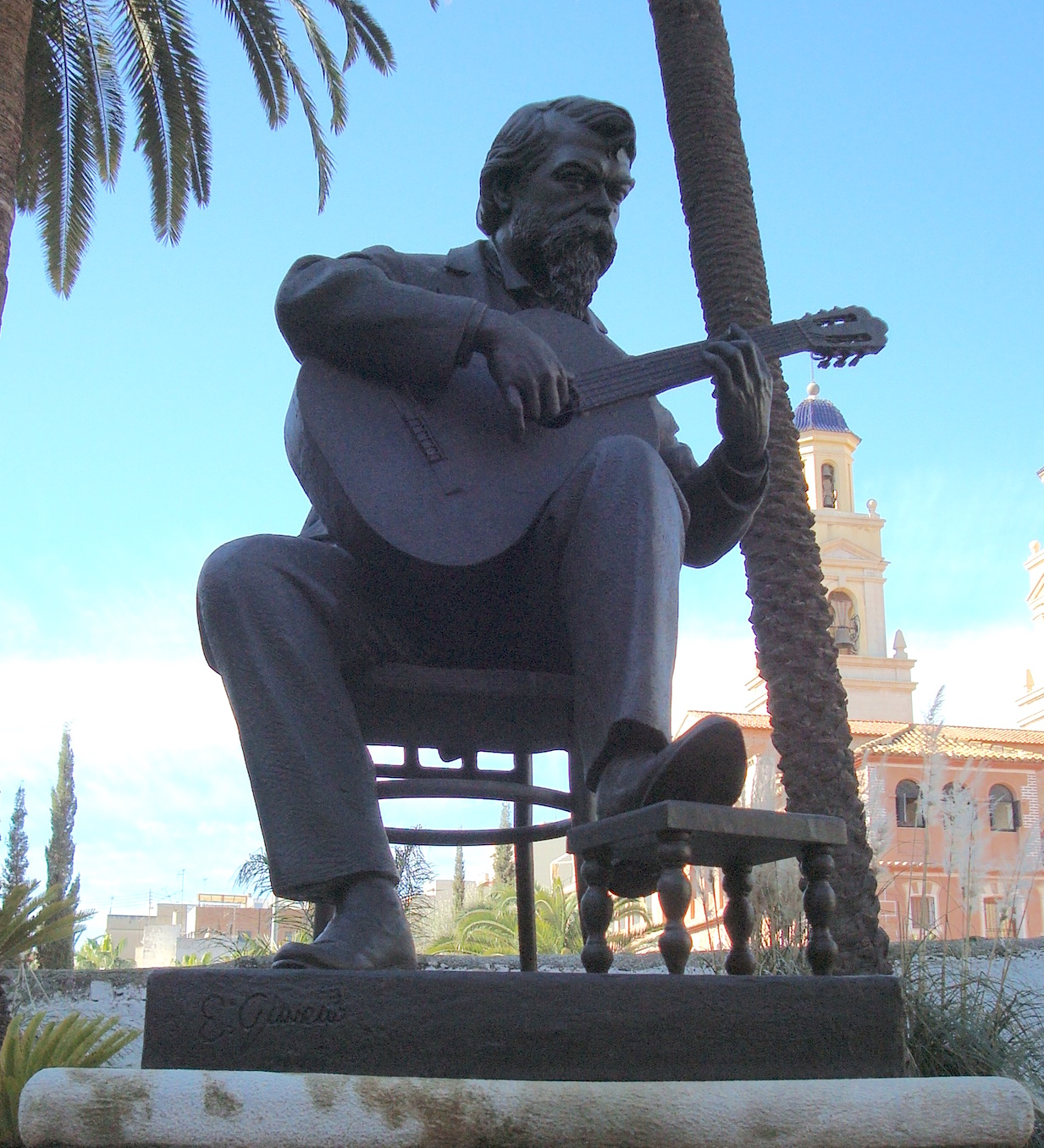
Monumento di Francisco Tárrega a Vila-real (Spagna).

Il Nokia tune ("melodia Nokia") è la suoneria predefinita dei cellulari e prodotti elettronici di marca Nokia. Si tratta in realtà di un estratto (le quattro battute 13 - 16) dal Gran Vals di Francisco Tárrega, compositore spagnolo che concepì questa melodia con la chitarra nel 1902. 
Negli anni 1990 divenne il simbolo identificativo dell'azienda finlandese.
Il Nokia tune è una tra le suonerie esistenti più celebri: si tratta di fatto dell'estratto musicale più ascoltato nella storia della musica contemporanea; nel 2015 si stimava che il brano fosse riprodotto almeno 1,8 miliardi di volte al giorno.

## Storia
La prima notizia ufficiale che si ha sull'utilizzo di Gran Vals da parte di Nokia risale al 1992, come musica di sottofondo per lo spot pubblicitario del Nokia 1011, il primo cellulare GSM prodotto dall'azienda finlandese; la suoneria Nokia tune non era però ancora tra quelle installate nel dispositivo.
Nel 1993 l'allora vice presidente Anssi Vanjoki acquistò tutti i diritti dell'opera di Tarrega e scelse gli estratti 13-16 come suoneria predefinita per i prodotti successivi: fu il Nokia 2110, presentato nel 1994, il primo telefono ad integrare tale suoneria, anche se era denominata Type 7 ("Tipo 7"). 
Nel dicembre del 1997, con l'introduzione del Nokia 6110, a ciascuna suoneria venne assegnato un nome specifico al posto delle diciture alfanumeriche; nel caso della Type 7, il nuovo nome designato fu Grande valse. Solo nel 1999 la suoneria venne battezzata con il nome definitivo di Nokia tune. Nonostante tutto, alcuni telefoni di marca Nokia successivi al 1999 (come ad esempio alcune versioni del celebre Nokia 3310) riportavano ancora la denominazione Type 7. 
Nel 2011 la Nokia bandì un concorso volto a riarrangiare la melodia simbolo dell'omonima azienda; il concorso fu vinto dall'italiano Valerio Alessandro Sizzi.

## Evoluzione della suoneria
- 1992: la pubblicità del cellulare Nokia 1011 ha tre secondi del Nokia tune, nella versione dell'estratto musicale.[3]
- 1994: il cellulare Nokia 2110 è il primo cellulare con la versione monofonica del Nokia tune, chiamata Type 7, tra le tredici presenti nel cellulare.
- 1997: con il Nokia 6110 la suoneria viene leggermente modificata (nell'altezza) e chiamata Grande Valse. Questa versione presenterà alcune varianti: una utilizzata nel Nokia 3210, leggermente più acuta, e un'altra utilizzata nel Nokia 7110, ancora più acuta della precedente.
- 1999: una rara versione venne utilizzata nei Nokia 9110 e 9210 Communicator. Essa assunse un'interpretazione del tutto differente.[non chiaro]
- 2002: il Nokia 3510i, evoluzione del 3510, è il primo cellulare con la versione polifonica in MIDI della suoneria. Presenterà anch'essa numerose varianti:
  - una variante utilizzata nel Nokia 3100 e 7070 Prism;
  - una usata nel Nokia 2300, mai più implementata per altri cellulari.
  - una usata nelle prime due versioni del sistema operativo S60, montate sui Nokia 3650 e 3660
  - un'ultima variante venne utilizzata in terminali come il Nokia 3220
- 2004: il 9500 Communicator è il primo dispositivo con la suoneria in realtone registrata al pianoforte. Presenta una variante, utilizzata sui modelli N73, 2760 e 6630.
- 2007: il modello Nokia N78 è il primo con la suoneria in realtone registrata con la chitarra classica. Presenta anche una versione più breve utilizzata in alcuni dispositivi con sistema operativo S30, tra cui i Nokia 100 e 101
- 2011: il modello Nokia N9 è il primo con la suoneria in realtone registrata con campana e campanelli. Possiede anch'essa una versione breve, utilizzata in alcuni telefoni dal 2017, oltre a una versione dubstep usata negli ultimi dispositivi della serie Nokia Lumia e gli ultimi cellulari con sistema operativo S40.
- 2014: una nuova versione viene utilizzata nei cellulari della serie 1xx fino al 2018.
- 2014: un'altra versione viene usata nei feature phones della serie 2xx fino al 2018.
- 2018: in nuovi smartphone utilizzano una versione ogg con campanellini.
- 2019: nuova versione polifonica per alcuni cellulari con il sistema operativo S30+.